# Juan José Omella Omella
Juan José Omella Omella (La Franja, 21 april 1946) is een Spaans geestelijke en een kardinaal van de Rooms-Katholieke Kerk.
Omella bezocht het seminarie in Zaragoza. Daarna studeerde hij in Leuven en Jeruzalem. Hij werd op 20 september 1970 priester gewijd. Vervolgens verrichtte hij pastorale werkzaamheden in Zaragoza en in Zaïre.
Op 15 juli 1996 werd Omella benoemd tot hulpbisschop van Zaragoza en tot titulair bisschop van Sasabe; zijn bisschopswijding vond plaats op 22 september 1996. Op 29 oktober 1999 werd hij benoemd tot bisschop van Barbastro-Monzón. Op 8 april 2004 volgde zijn benoeming tot bisschop van Calahorra y La Calzada-Logroño. Op 6 november 2015 werd hij benoemd tot aartsbisschop van Barcelona.
Omella werd tijdens het consistorie van 28 juni 2017 kardinaal gecreëerd. Hij kreeg de rang van kardinaal-priester. Zijn titelkerk werd de Santa Croce in Gerusalemme.
Omella was voorzitter van de Spaanse Bisschoppenconferentie van 2020 tot 2024. Op 7 maart 2023 werd Omella benoemd tot lid van de Raad van Kardinalen.
- Biblioteca Nacional de España: XX828061
- International Standard Name Identifier: 0000 0000 6100 9157
- Library of Congress Control Number: no2023123729
- Virtual International Authority File: 223161272265047442772